# Моделювання розвитку гірничих робіт на вугільних шахтах
Моделюва́ння ро́звитку гірни́чих робі́т на ву́гільних ша́хтах (англ. coal mining development simulation, нім. Modellierung f der Entwicklung der Bergbauarbeiten in den Kohlengruben) — один з напрямків комп’ютеризації інженерних робіт на гірничодобувних об’єктах, який передбачає створення графічних комп’ютерних моделей гірничих підприємств. 

## Загальний опис
Переведення всієї графічної документації на комп’ютерну базу обумовлює докорінну зміну технології прийняття рішень з розвитку гірничих робіт, розрахунку схем транспорту, вентиляції, плану ліквідації аварій, по веденню геологічної і маркшейдерської документації. 
Основна мета комп’ютерного моделювання – формування тримірних графічних моделей і рішення на цій основі завдань бізнес-планування а також інженерних графоаналітичних завдань гірничого виробництва. 

## Зарубіжний досвід
Відомо декілька зарубіжних пакетів програмного забезпечення для моделювання гірничих підприємств, зокрема  
- система геологічного моделювання і планування Minescape (фірма Mincom, Австралія);
- система комп’ютерного моделювання Gemcom (Канада);
- система геологічного моделювання і планування Vulcan (фірма Maptek).

## Вітчизняні технології
Варіант вітчизняної технології моделювання створений у Донецькому національному технічному університеті. Ця технологія передбачає: завантаження первинної графічної документації (планів гірничих виробок) в комп’ютер та векторизацію зображень з метою наступної автоматизації рішення графоаналітичних завдань. Забезпечується візуалізація різноманітних графічних елементів, формування графічної документації в різноманітних масштабах і з різноманітною деталізацією. Поповнення планів гірничих виробок здійснюється з використанням широкого спектра можливостей сучасних графічних пакетів програм. На основі впровадженої структури існуючих і нових гірничих виробок здійснюється формування варіантів розвитку гірничих робіт і оцінка їх характеристик. Програмні засоби забезпечують автоматизацію виконання маркшейдерських креслень і вимірів, розрахунок натуральних характеристик варіантів розвитку гірничих робіт.
Розроблені програмні засоби дозволяють на основі планів гірничих виробок сформувати об’ємну модель родовища, автоматизувати побудову аксонометричних проєкцій і перерізів. Принципово можливе модулювання розвитку гірничих робіт в динаміці. Моделювання апробовано на ряді вітчизняних шахт. 